# Tupoljev Tu-123
Tupoljev Tu-123 Jastreb tudi DBR-1 (rusko Ястреб) je bilo nadzvočno izvidniško brezpilotno letalo, ki so ga razvili v Sovjetski zvezi v 1960-ih. Koncept je deloma podoben ameriškemu D-21.
Poganjal ga je turboreaktivni motor KR-15, podoben kot na prestrezniku Mikojan-Gurevič MiG-25. Največja hitrost je bila 2.700 km/h, dolet pa okrog 3.200 kilometrov. Tu-123 je bil opremljen s kamerami in SIGINT opremo. Tu-123 je lahko odvrgel tovor s padalom, samo letalo ni bil namenjeno večkratni uporabi.

## Specifikacije
- Posadka: 0
- Dolžina: 27,84 m (91 ft 4 in)
- Razpon kril: 8,41 m (27 ft 7 in)
- Višina: 4,78 m (15 ft 8 in)
- Gros teža: 35.610 kg (78520 lb)
- Motor: 1 × Tumanski KR-15, s 98,1 kN (22046 lbf) potiska

- Največja hitrost: 2.700 km/h (1675 mph)
- Dolet: 3.200 km (2000 milj)
- Višina leta (servisna): 22.800 m (74800 ft)